# 서둔동
서둔동(西屯洞)은 경기도 수원시 권선구의 법정동이면서 서둔동과 탑동을 포괄하는 행정동의 명칭이기도 하다.

## 개요
서둔동은 수원시 서부에 위치하고 있는 도농복합지역으로, 수원기상대, 권선구 행정타운 및 권선구 청사가 위치해 있다. 수원팔경중의 하나인 서호에 노을이 비치는 서호낙조로 유명하며, 서호 제방 곁에는 수원시 향토유적 제1호인 항미정이 있다.

## 법정동
- 서둔동
- 탑동(塔洞)

## 교육

### 수원시권선구사립전문대학
- 수원여자대학교

## 교통
- 수원역

## 아파트
| 단지명                   | 건설사                  | 시행사                          | 주소                             | 입주        | 비고 |
| ------------------------ | ----------------------- | ------------------------------- | -------------------------------- | ----------- | ---- |
| 탑동 삼성                | 삼성물산㈜ 건설부문     | 삼성물산㈜ 건설부문             | 권선구 탑동로58번길 8 (탑동)     | 1998년 9월  |      |
| 힐스테이트 수원 테라스   | 현대엔지니어링          | ㈜교보자산신탁                  | 권선구 금호로 285 (서둔동)       | 2023년 4월  |      |
| 힐스테이트 수원 파크포레 | 현대엔지니어링          | 무궁화신탁㈜ ㈜센코어디벨롭먼트 | 권선구 수인로151번길 12 (서둔동) | 2024년 12월 |      |
| 수원역 센트라우스        | 중앙건설 케이씨씨건설㈜ | 퍼시픽랜드컴퍼니㈜ ㈜넓은뜰     | 권선구 세화로168번길 15 (서둔동) | 2005년 11월 |      |

## [2]각주
1. ↑  서둔동 일반현황 보관됨 2014-10-06 - 웨이백 머신, 2012년 6월 13일 확인
2. ↑  《힐스테이트 수원파크포레 실거래가 보기》 https://korea-hillstate.co.kr/. |제목=이(가) 없거나 비었음 (도움말)